# 大阪情報専門学校
大阪情報専門学校（おおさかじょうほうせんもんがっこう）は、学校法人電子開発学園九州が運営する大阪市東成区にある専修学校。
北海道情報大学との併修により、同時に大学と専門学校を卒業できるコースを設けている。また，TOPPERSプロジェクトの特別会員になっている。
他の電子開発学園系列の専門学校と同様、国家資格の基本情報技術者試験（FE）の午前科目免除制度の認定校となっている。

## 沿革
- 1981年 - 開校

## 学科
- 大学併修学科（４年）大学システム専攻／大学ゲーム専攻／大学ビジネス専攻／大学医療情報専攻

- ソフトウエア開発学科（３年）システム専攻／AIプログラム専攻

- ソフトウエア制作学科（２年）プログラム専攻／オフィスIT専攻

- 大学併修学科（4年）の学び

1年目：コンピュータや情報技術の基礎を学ぶ
2年目：少しずつ専門的な実践力を身につける
3年目：実践力を高めるとともに総合的な能力の取得
4年目：4年間の集大成として卒業研究を実施

## 所在地
- 〒537-0022 大阪市東成区中本1-5-21

最寄り駅は、Osaka Metroでは緑橋・JRでは森ノ宮駅

## 姉妹校
- 北海道情報専門学校
- 新潟情報専門学校
- 名古屋情報メディア専門学校
- 名古屋情報経理専門学校
- 広島情報専門学校
- KCS北九州情報専門学校
- KCS福岡情報専門学校
- KCS大分情報専門学校
- KCS鹿児島情報専門学校